# Джеймс Мередіт
Джеймс Мередіт (англ. James Meredith; нар. 4 квітня 1988, Олбері) — австралійський футболіст, захисник клубу «Міллволл».
Виступав, зокрема, за клуби «Слайго Роверс» та «Бредфорд Сіті», а також національну збірну Австралії.

## Клубна кар'єра
Народився 4 квітня 1988 року в місті Олбері. Грати у футбол розпочав у Мельбурні, поки його у 16 років не помітили представники англійського «Дербі Каунті», з яким він підписав дворічний молодіжний контракт. Перший професійний контракт з «Дербі» підписав 19 липня 2006 року, але за основу «баранів» так і не зіграв, здаючись в оренду в нижчолігові англійські клуби «Кембрідж Юнайтед» та «Честерфілд».

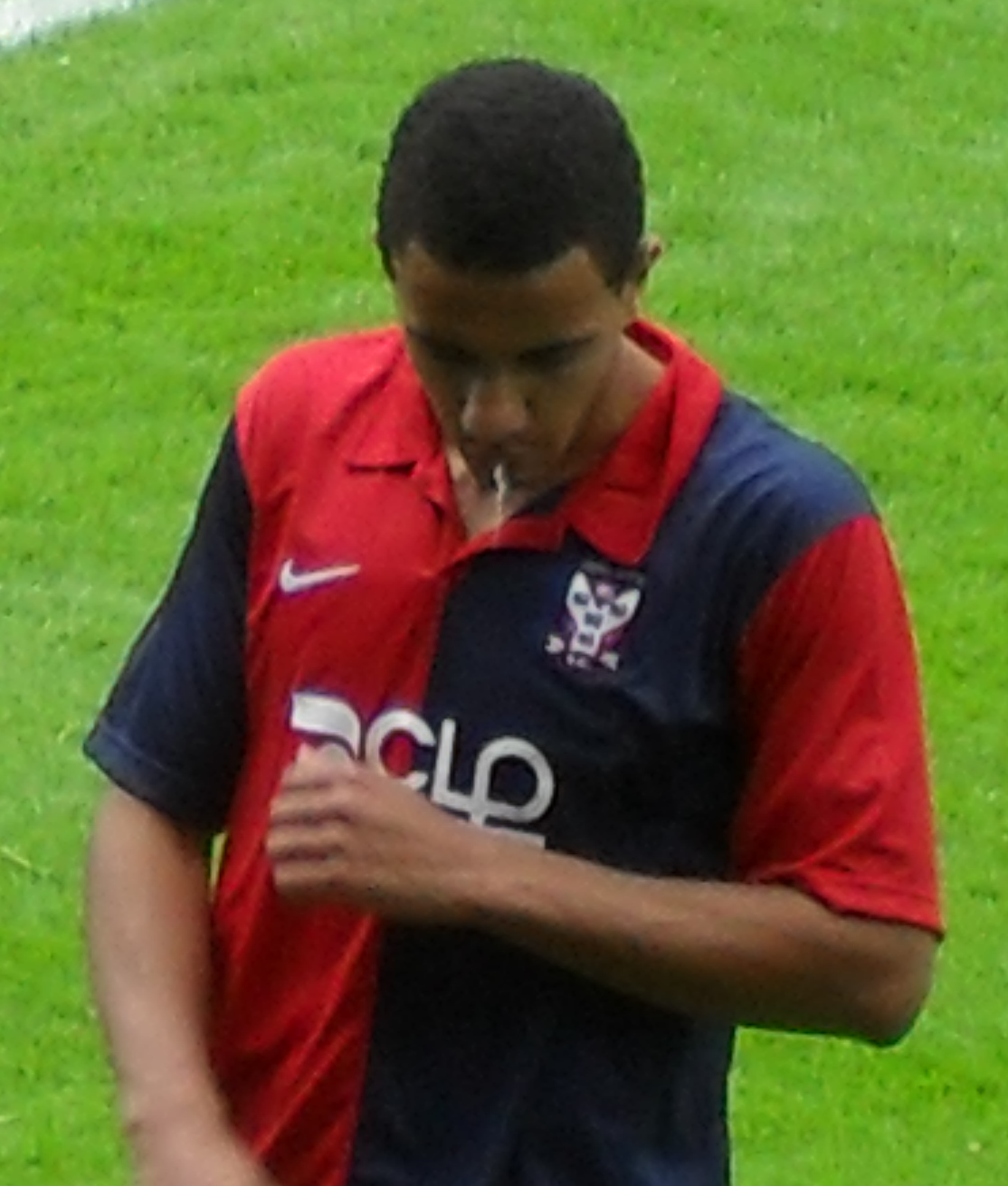
Джеймс Мередіт під час виступів за «Йорк Сіті». 2009 рік.

31 липня 2007 року перейшов у клуб ірландського Прем'єр-дивізіону «Слайго Роверс», проте до кінця 2007 року Джеймс відіграв за команду з містечка Слайго лише 4 матчі, тому у січні 2008 року повернувся до Англії, де став гравцем клубу «Шрусбері Таун», з якого здавався в оренду в «Телфорд Юнайтед».
22 травня 2009 року став гравцем «Йорк Сіті». Граючи у складі «Йорк Сіті» також здебільшого виходив на поле в основному складі команди і у останньому сезоні 2011/12 виграв з командою свій перший трофей — Трофей Футбольної ліги, відігравши усю фінальну гру проти «Ньюпорт Каунті» (2:0).
29 червня 2012 року став гравцем клубу «Бредфорд Сіті», з яким у першому ж сезоні зумів вийти до третього за рівнем дивізіону Англії, де провів ще чотири сезони. Тренерським штабом нового клубу також розглядався як гравець «основи».
29 травня 2017 року Мередіт підписав контракт з новачком англійського Чемпіоншипу «Міллволлом», де відразу став основним гравцем. Станом на 6 травня 2018 року відіграв за клуб з Лондона 46 матчів в національному чемпіонаті.

## Виступи за збірну
12 листопада 2015 року дебютував в офіційних матчах у складі національної збірної Австралії в рамках кваліфікаційного етапу до чемпіонату світу 2018 року проти Киргизстану (3:0). Він дізнався, що він зіграє у матчу зранку, а його родина вилетіла в Канберру з Мельбурна, щоб спостерігати за ним. Вдруге зіграв за збірну проти Бангладеш через чотири дні, після чого тривалий час за збірну не грав, тим не менш у червні 2018 року був включений у заявку команди на чемпіонат світу 2018 року у Росії.
| Дата       | Місто    | Господарі | Результат | Гості      | Турнір            | Голи | Примітки |
| ---------- | -------- | --------- | --------- | ---------- | ----------------- | ---- | -------- |
| 12-11-2015 | Канберра | Австралія | 3 – 0     | Киргизстан | Відбір до ЧС 2018 | -    |          |
| 17-11-2015 | Дакка    | Бангладеш | 0 – 4     | Австралія  | Відбір до ЧС 2018 | -    | 57'      |
| Усього     |          | Матчів    | 2         |            | Голів             | 0    |          |